# Conde de Plymouth

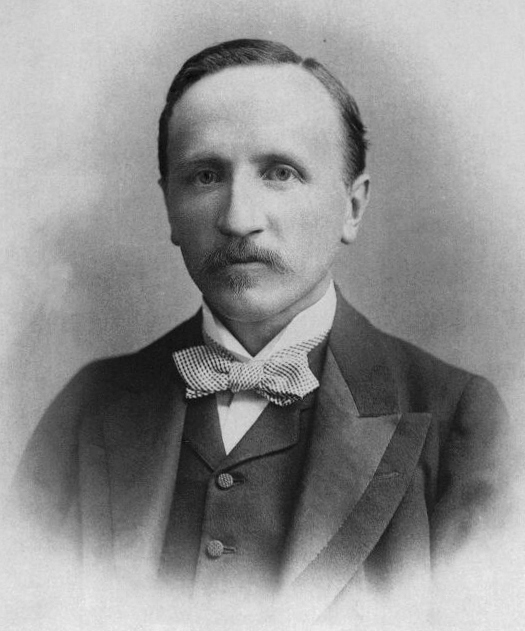
Robert Windsor-Clive, 1.º Conde de Plymouth

Conde de Plymouth é um título que foi criado três vezes: duas vezes no Pariato da Inglaterra e uma vez no Pariato do Reino Unido.

## História

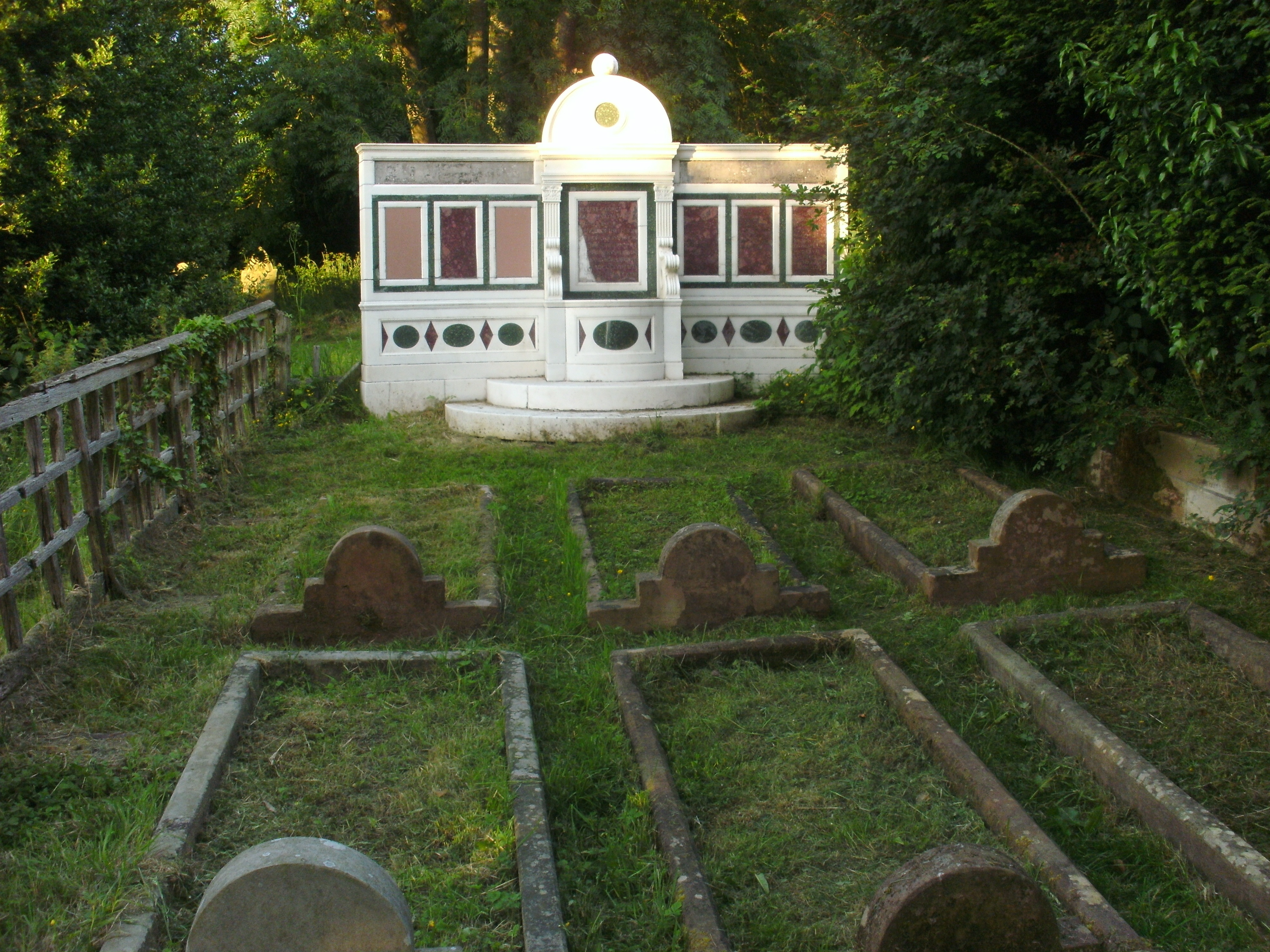
Jazigo da família Windsor-Clive no cemitério da igreja de São Bartolomeu, Tardebigge, Worcestershire. Robert, 1.º Conde de Plymouth (1857–1923), e sua família estão enterrados aqui.

A primeira criação foi em 1675 para Charles FitzCharles, um das dezenas de filhos ilegítimos do Rei Charles II e um dos poucos de sua amante Catherine Pegge. Ele morreu sem deixar herdeiros em 1680, e o título foi extinto.
A segunda criação ocorreu em 1682 em favor de Thomas Hickman-Windsor, 7.º Barão Windsor. A família descende de Sir Andrew Windsor, que lutou na Batalha das Esporas em 1513, onde foi nomeado cavaleiro. Em 1529, ele foi convocado ao Parlamento como Barão Windsor, de Stanwell, no Condado de Buckingham . Seu neto, Edward, o terceiro barão, lutou na Batalha de St. Quentin em 1557. O filho mais velho de Eduardo, Frederico, o quarto barão, morreu solteiro e jovem e foi sucedido por seu irmão mais novo, Henrique. O filho deste último, Thomas, o sexto barão, foi contra-almirante da Marinha Real. Com a morte de Thomas em 1641, a baronia caiu em suspenso entre suas irmãs.
A suspensão foi encerrada em 1660 em favor de seu sobrinho, Thomas Hickman. Ele era filho de Elizabeth Windsor e seu marido Dixie Hickman, e assumiu o sobrenome adicional de Windsor como 7.º Barão. Ele serviu notavelmente como Governador da Jamaica e como Lorde Tenente de Worcestershire. Em 1682, ele foi nomeado Conde de Plymouth no Pariato da Inglaterra, um título de nobreza mais elevado. Ele foi sucedido por seu neto Other, que serviu notavelmente como Lorde Tenente de Cheshire, Denbigh e Flint. Seu neto e homônimo, Other, o quarto conde, foi Lorde Tenente de Glamorganshire.
Com a morte do neto sem filhos do quarto conde, Other, o sexto conde, em 1833, a baronia e o condado se separaram. A baronia caiu em suspenso entre suas irmãs Lady Maria Windsor, esposa de Arthur Hill, 3.º Marquês de Downshire, e Lady Harriet Windsor, esposa de Robert Clive, segundo filho de Edward Clive, 1.º Conde de Powis (veja abaixo mais detalhes da história da baronia e Conde de Powis para a história anterior da família Clive). O sexto conde foi sucedido no condado por seu tio, Andrew, o sétimo conde. O sétimo conde morreu solteiro e foi sucedido por seu irmão mais novo, Henrique, o oitavo conde. O oitavo conde não teve filhos e, com sua morte em 1843, o condado foi extinto. A baronia de Windsor permaneceu suspensa até 1855, quando foi encerrada em favor de Lady Harriet Windsor-(Clive) , que se tornou a décima terceira baronesa. No mesmo ano, ela reassumiu, por licença real, seu sobrenome de solteira, como primeiro barril de seu nome. Seu filho mais velho, Robert Windsor-Clive, faleceu antes dela, e ela foi sucedida por seu neto, Robert, o décimo quarto barão, que foi um proeminente político conservador e ocupou o cargo de tesoureiro-geral e primeiro comissário de obras.
Em 1905, o condado de Plymouth foi revivido na terceira criação, quando Robert foi criado Visconde Windsor, de St Fagans no Condado de Glamorgan, e Conde de Plymouth, no Condado de Devon. Esses títulos estavam no Pariato do Reino Unido . O primeiro conde foi sucedido por seu segundo e único filho sobrevivente, Ivor, o segundo conde, que também era um político conservador e serviu como capitão do Honorável Corpo de Cavalheiros de Armas, Subsecretário de Estado para Assuntos de Domínio, Subsecretário de Estado para as Colônias e Subsecretário de Estado para Relações Exteriores . O filho mais velho de Ivor, Other, o terceiro conde, sucedeu em 1943 e morreu em 7 de março de 2018, quando foi sucedido por seu próprio filho, Ivor, o atual quarto conde. Como descendente masculino do primeiro Conde de Powis em sua criação atual, o Conde é um herdeiro remanescente daquele título de nobreza e seus títulos subsidiários.
Outro membro da família era Thomas Windsor, filho mais novo de Thomas Hickman-Windsor, 1.º Conde de Plymouth, que foi elevado ao novo título de Visconde Windsor em 1699. Após a morte de seu filho, o segundo Visconde, o título ficou extinto por 38 anos a partir de 1758. Entretanto, sua filha e herdeira, Charlotte Jane, casou-se com John Stuart, 4.º Conde de Bute, e o título "de" Windsor foi revivido em 1796 (Conde de Windsor) como um estilo (de cortesia) para o Marquês de Bute (o primeiro título subsidiário é Conde de Dumfries desde 1803, quando este título, criado em 1633, foi herdado pelo segundo Marquês).
A sede da família era Hewell Grange, Worcestershire . Residências posteriores são Oakly Park, Bromfield perto de Ludlow, Shropshire, e uma casa em Londres W8.
"Other" (pronuncia-se ǒðer), um nome próprio masculino habitual para Condes de Plymouth, deriva de escritos medievais de tradições orais anteriores sobre um ancestral saxão "Otho" ou "Othere" da família Hickman-Windsor.

## Conde de Plymouth, primeira criação (1675)
- Charles FitzCharles, 1.º Conde de Plymouth (1657–1680)

## Conde de Plymouth, segunda e terceira criações

### Barão Windsor (1529)

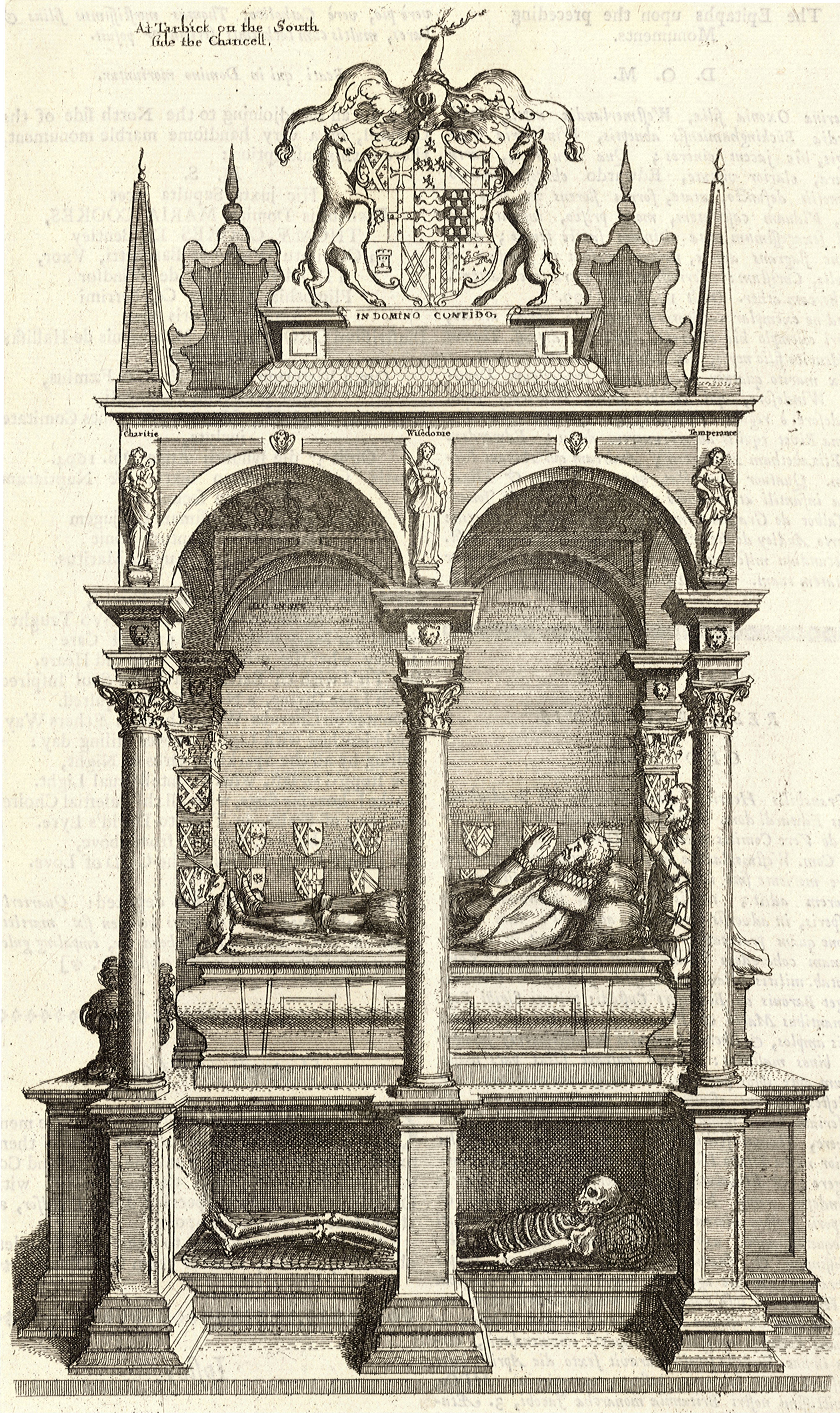
Monumento (hoje perdido) a Henry Windsor, 5.º Barão Windsor (1562–1605), Igreja de São Bartolomeu, Tardebigge, Worcestershire

- Andrew Windsor, 1.º Barão Windsor (1467–1543)
- William Windsor, 2.º Barão Windsor (1498–1558)
- Edward Windsor, 3.º Barão Windsor (1532–1574)
- Frederick Windsor, 4.º Barão Windsor (1559–1585)
- Henrique Windsor, 5.º Barão Windsor (1562–1605)
- Thomas Windsor, 6.º Barão Windsor (1591–1642) (suspenso)
- Thomas Hickman-Windsor, 7.º Barão Windsor (1627–1687) ( suspensão encerrada em 1660, criado Conde de Plymouth em 1682)

### Conde de Plymouth (1682, segunda criação)
- Thomas Hickman-Windsor, 1.º Conde de Plymouth (1627–1687)
  - Other Windsor, Lorde Windsor (1659–1694)
- Other Windsor, 2.º Conde de Plymouth (1679–1727)
- Other Windsor, 3.º Conde de Plymouth (1707–1732)
- Other Lewis Windsor, 4.º Conde de Plymouth (1731–1771)
- Other Hickman Windsor, 5.º Conde de Plymouth (1751–1799)
- Other Archer Windsor, 6.º Conde de Plymouth (1789–1833) (baronia de Windsor em vigor de 1833 a 1855)
- Andrew Windsor, 7.º Conde de Plymouth (1764–1837)
- Henry Windsor, 8.º Conde de Plymouth (1768–1843)

### Barão Windsor (1529; revertido)
- Harriet Windsor, 13.ª Baronesa Windsor (1797–1869) (suspensão encerrada em 1855)
  - Robert Windsor-Clive (1824–1859)
- Robert George Windsor-Clive, 14.º Barão de Windsor (1857–1923) (criado Conde de Plymouth em 1905)

### Conde de Plymouth (1905, terceira criação)

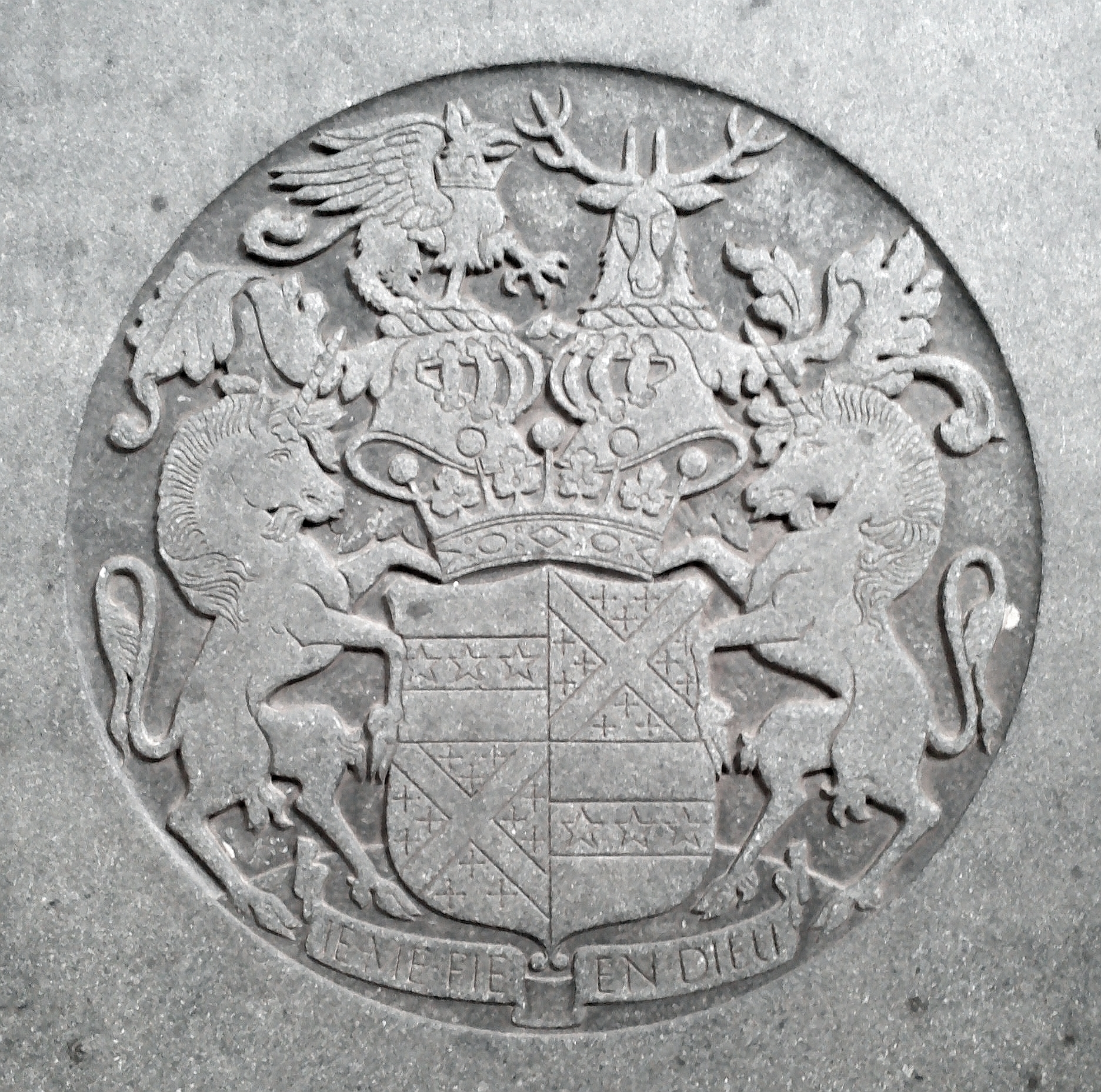
Brasão de Robert Windsor-Clive, 1.º Conde de Plymouth (1857–1923)

- Robert George Windsor-Clive, 1.º Conde de Plymouth (1857–1923)
  - Other Robert Windsor-Clive, Visconde Windsor (1884–1908)
- Ivor Miles Windsor-Clive, 2.º Conde de Plymouth (1889–1943)
- Other Robert Ivor Windsor-Clive, 3.º Conde de Plymouth (1923–2018[3] )
- Ivor Edward Other Windsor-Clive, 4.º Conde de Plymouth (nascido em 1951)

### Par atual
Ivor Edward Other Windsor-Clive, 4.º Conde de Plymouth (nascido em 19 de novembro de 1951), é o filho mais velho do 3.º Conde e sua esposa Caroline Helen Rice. Ele tem uma irmã, Lady Emma (nascida em 1954), e dois irmãos, Simon Percy (nascido em 1956) e David Justin (nascido em 1960). Conhecido como Visconde Windsor desde o nascimento, ele foi educado na Harrow School e no Royal Agricultural College, Cirencester. Em 1973, foi cofundador do Centro de Arte Moderna e foi seu diretor até 1976. Em 2003, ele morava na 6 Oakley Street, Chelsea, Londres. Em 7 de março de 2018, ele sucedeu seu pai na nobreza.
Em 6 de julho de 1979, como Lorde Windsor, ele se casou com Caroline Anne Nettlefold, filha de Frederick Nettleford e Juliana Eveline Curzon, filha de Richard Curzon, 2.º Visconde Scarsdale.
- Robert Other Ivor Windsor-Clive, Visconde Windsor (nascido em 1981), herdeiro aparente,[6] cujo herdeiro é seu filho Edward Other Ivor Llewellyn Windsor-Clive (nascido em 2019)
- Frederick John Richard Windsor-Clive (nascido em 1983) [6]
- Lady India Windsor-Clive (nascida em 1988) [6]
- Edward James Archer Windsor-Clive (nascido em 1994) [6]

## Sede e patrimônio de inventário publicado
O segundo conde morreu, tomado do Castelo de St Fagans, em 1943. Seu inventário foi feito no ano seguinte por £1,204,429 (equivalente a cerca de £ 68.400.000 em 2023). O castelo foi (por doação) ao Museu Nacional do País de Gales, tornando-se um dos seus principais locais após a morte de sua esposa em 1947 (levando ao seu duplo inventário ), onde os ativos totais totalizaram £1,824,359 (equivalente a cerca de £ 103.600.000 em 2023).